# República Montanhosa do Norte do Cáucaso
```
   |-
       |
Erro:
:  
valor não especificado para "
nome_comum
"
```

A República Montanhosa do Cáucaso do Norte foi um país do Cáucaso do Norte formado pela unificação dos circassianos, chechenos, inguches, ossétios e dos daguestaneses, proclamado no congresso dos povos do Cáucaso do Norte em 6 de março de 1917. Existiu de 1917 até 1922.
A RMNC incluía a maior parte do território do antigo Oblast de Terek e Oblast do Daguestão do Império Russo, que agora formam as repúblicas da Chechênia, Inguchétia, Ossétia do Norte–Alania, Kabardino-Balkaria, Daguestão, Abkhazia e parte de Stavropol Krai da Federação Russa . A área total de terra era de cerca de 428,264 km2 (165,354 sq mi), com uma população de cerca de 11 milhões. Sua capital foi inicialmente em Vladikavkaz, depois Nazran e, finalmente, Temir-Khan-Shura .
A RMNC separou-se do Império Russo durante a Revolução de Fevereiro, pouco antes do início da Guerra Civil Russa . O estado foi capturado pelas forças russas soviéticas em 1921, que o transformaram na República Socialista Soviética Autônoma das Montanhas . 